# (1523) Pieksämäki
(1523) Pieksämäki est un astéroïde de la ceinture principale.

## Description
(1523) Pieksämäki est un astéroïde de la ceinture principale. Il fut découvert le 18 janvier 1939 à Turku par Yrjö Väisälä. Il présente une orbite caractérisée par un demi-grand axe de 2,24 UA, une excentricité de 0,09 et une inclinaison de 5,1° par rapport à l'écliptique.

## Compléments